# Колін Батч
Колін Батч (англ. Colin Batch, 27 березня 1958) — австралійський хокеїст на траві.
Учасник Олімпійських Ігор 1984, 1988 років.
Чемпіон світу 1986 року, бронзовий призер 1982, 1990 років.
Переможець Трофею чемпіонів 1983, 1984, 1985, 1989 років, срібний призер 1981, 1982, 1986 років, бронзовий призер 1980, 1987, 1988 років.